# Katarzyna Nosowska
Katarzyna Nosowska (née le 30 août 1971 à Szczecin) est une chanteuse polonaise.

## Discographie

### Singles principaux
- 1996: Jeśli wiesz co chcę powiedzieć..
- 1998: Zoil avec Kazik Staszewski
- 2003: Kochana avec Renata Przemyk
- 2008: Kto tam u ciebie jest?

### Albums en solo
- 1996: puk.puk - disque d'or
- 1998: Milena
- 2000: Sushi
- 2007: UniSexBlues - disque d'or
- 2008: Osiecka - 2 fois disque de platine (poèmes écrits par Agnieszka Osiecka)
- 2011: 8 - disque de platine

### Albums de groupe
Plusieurs disques d'or et de platine avec Hey

## Récompenses et distinctions
- Paszport Polityki
  - Lauréate en 1993 pour la catégorie Scène
- Prix Fryderyk (regroupement toutes catégories confondues - et totalisé avec Hej)
  - 31 récompenses (notamment Chanteuse de l'année en 2005, 2008 et 2009), 75 nominations